# Várkesző
Várkesző es un pueblo ubicado en el distrito de Pápa, en el condado de Veszprém, Hungría.

## Superficie
Posee una superficie de 6,410 kilómetros cuadrados.

## Demografía
Hasta 2019 la población era de 150 habitantes, con una densidad de población de 23,40 habitantes por kilómetro cuadrado.